# Croton jennyanus
Croton jennyanus là một loài thực vật có hoa trong họ Đại kích. Loài này được Gris ex Baill. mô tả khoa học đầu tiên năm 1861.